# Marcin Kalisz
Marcin Kalisz (ur. 4 maja 1981 we Wrocławiu) – polski aktor, edukator i reżyser teatralny.

## Życiorys
Urodził się we Wrocławiu, ukończył klasę teatralną w Liceum Ogólnokształcącym nr XVII im. Agnieszki Osieckiej. W 2005 ukończył Państwową Wyższą Szkołę Teatralną w Krakowie.
Występował w teatrach krakowskich: Teatrze Ludowym (2005–2008) i Starym (2008–2014). Grał też gościnnie w teatrach: krakowskim Barakah, warszawskim IMKA, Nowym im. Kazimierza Dejmka w Łodzi, im. Aleksandra Fredry w Gnieźnie, Teatrze Nowym im. Tadeusza Łomnickiego w Poznaniu i Łaźnia Nowa. Od 2018 związał się z Teatrem im. Juliusza Słowackiego w Krakowie.
Współpracował z takimi reżyserami, jak Jerzy Stuhr, Krzysztof Jasiński, Mikołaj Grabowski, Barbara Wysocka, Piotr Kruszczyński, Michał Zadara, Jakub Przebindowski, Inka Dowlasz i Marcin Liber. W 2015 w Teatrze Ludowym zadebiutował jako reżyser Kartoteki Tadeusza Różewicza. W głośnej inscenizacji Dziady Adama Mickiewicza (2021) w reżyserii Mai Kleczewskiej zagrał ks. Piotra.
Występował w wielu popularnych serialach telewizyjnych, w tym Sprawiedliwi – Wydział Kryminalny w roli „Rycha” – kolegi starszego aspiranta Bruna Sawickiego, i filmach fabularnych.

## Filmografia
- 2004–2017: Pierwsza miłość – młodszy aspirant Łukasz Wieczorkiewicz
- 2006: Wielkie ucieczki – starszy marynarz Tadeusz Taman
- 2006–2007: Fala zbrodni – 2 role: Szczypior; Micho
- 2007: Korowód – Krzysiek, brat Uli
- 2007: Doktor Halina – Jacek
- 2009: Pick up
- 2009: Ojciec Mateusz – chłopak Eli (odc. 23)
- 2009–2010: Majka – Bysław
- 2010: Oni szli Szarymi Szeregami – Feliks Pendelski
- 2011: Głęboka woda – lekarz (odc. 12)
- 2013: Jutro cię usłyszę – Damian
- 2015: Dzieci
- 2015: Disco Polo – kolega
- 2016: Já Olga Hepnarová
- 2017: M jak miłość – majster (odcinki: 1280, 1282)
- 2017: Sprawiedliwi – Wydział Kryminalny – Rychu, kolega starszego aspiranta Bruna Sawickiego

## Nagrody
- 2008: Radom – VIII Międzynarodowy Festiwal Gombrowiczowski – wyróżnienie aktorskie za role Gombrowicza w spektaklu Trans-Atlantyk w reżyserii Mikołaja Grabowskiego w Narodowym Starym Teatrze w Krakowie[6]
- 2021: Opole – 45. Opolskie Konfrontacje Teatralne – nagroda aktorska za rolę Ignacego Rzeckiego w spektaklu Lalka z Teatru im. Juliusza Słowackiego w Krakowie[7][6]